# Renkovci
Renkovci este o localitate din comuna Turnišče, Slovenia, cu o populație de 626 de locuitori.